# Hecamede tomentosa
Hecamede tomentosa är en tvåvingeart som beskrevs av Wayne N. Mathis 1993. Hecamede tomentosa ingår i släktet Hecamede och familjen vattenflugor.
Artens utbredningsområde är Nigeria. Inga underarter finns listade i Catalogue of Life.